# Серекунда
Серекунда (на английски: Serekunda) е град в Западна Гамбия, област Банджул. Намира се на 7 км западно от разположената на остров в делтата на река Гамбия столица Банджул. С население около 336 000 души (2006) Серекунда е най-големият град в страната. Въпреки че Банджул е столицата на Гамбия, градът е разположен на остров и не може да расте повече, което допринася до растежа на Серакунда.
| 1973   | 1983   | 1993    | 2007    |
| ------ | ------ | ------- | ------- |
| 25 505 | 70 435 | 194 987 | 348 118 |

## Побратимени градове
- САЩ: Мемфис, Тенеси

1. ↑  gambia.opendataforafrica.org